# Текстура (кристаллография)
Текстура — преимущественная ориентация зёрен кристаллических решёток в поликристалле. В металлических материалах может возникать при кристаллизации, пластической деформации, рекристаллизации и некоторых других обработках. Различают аксиальную или волокнистую текстуру, плоскостную и полную (двухкомпонентную).

## Свойства и применение
Текстурированный поликристалл обладает анизотропией и приближается по свойствам к монокристаллу. В предельном случае весь образец может превратиться в псевдомонокристалл. Иногда существует несколько идеальных ориентаций, и общий разброс ориентаций в этом случае больше.
Текстурирование широко используется для улучшения эксплуатационных характеристик некоторых материалов, например трансформаторных сталей.
В других случаях, например в сталях для глубокой вытяжки, может быть вредна.

## Функция распределения ориентаций
Полное трёхмерное представление кристаллографической текстуры возможно с помощью функции распределения ориентаций (ФРО), которое может быть достигнуто путём анализа набора полюсных фигур или дифракционных спектров. Впоследствии все полюсные фигуры могут быть выведены из ФРО.

## Классификация текстур по характеру расположения решётки отдельных кристаллитов
Качественно вид текстуры определяется характером расположения решётки отдельных кристаллитов в поликристаллическом материале относительно внешних осей образца. Различают однокомпонентные, когда существует только одна группа кристаллитов в поликристалле, имеющая одну преимущественную ориентацию, и многокомпонентные текстуры, когда существует несколько групп кристаллитов, характеризующихся отличными ориентировками.
Выделяют аксиальную, плоскостную и полную текстуры.

### Аксиальная текстура
Аксиальная текстура характеризуется наличием преимущественного кристаллографического направления — оси текстуры, совпадающего с внешним направлением образца. Кристаллическая решётка различных зёрен поликристаллического образца с некоторой вероятностью сонаправленна с каким-то кристаллографическим направлением.
Плоскости решётки, перпендикулярные оси текстуры, называют диатропными.
Аксиальная текстура бывает простая, когда ось текстуры совпадает с внешним направлением образца, и сложная. Последняя бывает нескольких видов:
- Кольцевая — ось текстуры перпендикулярна внешнему направлению образца.
- Спиральная текстура, при которой ось текстуры отклонена от продольной оси образца на небольшой угол.

Вассерман и Гревен приводят восемь теоретически возможных типов аксиальной текстуры, причем коническая текстура также отнесена к аксиальной.

## Классификация текстур по условию возникновения
В зависимости от условий возникновения различают текстуры: роста, деформации, рекристаллизации.
Фактическое распределение ориентации зёрен в материале, подвергнутом деформации, называют текстурой деформации. Если такой материал подвергнуть рекристаллизации, то в нём снова образуется текстура. Она может быть идентично исходной, но, как правило, сильно отличается от неё. Такая текстура называется текстурой отжига.

### Текстуры роста
К текстурам роста, прежде всего, относится текстура литья. В процессе кристаллизации слитков следствие направленного отвода тепла происходит ориентированный рост столбчатых кристаллов.
Также применяется метод направленной кристаллизации, при котором создают условия ускоренного отвода тепла в направлении оси слитка. После затвердевания такой слиток состоит из длинных кристаллов, вытянутых вдоль его оси.
Текстура роста наблюдается в материалах полученных электролитическим путём.
Наблюдается в плёнках, полученных путём конденсации вещества из паров на подложку. В этом случае текстура плёнки зависит от текстуры подложки.

### Текстуры деформации
При холодной прокатке металлов, имеющих решётку объемноцентрированного куба, многие зерна ориентируются так, что в плоскости листа устанавливается грань куба (100), а для металлов с решёткой гранецентрированного куба — диагональная плоскость (110). Указанные кристаллографические плоскости ориентируются в направлении прокатки соответственно следующим образом: [110] и [112].
При волочении медной или алюминиевой проволоки пространственная диагональ [111] или ребро куба [100] устанавливается параллельно оси проволоки или направлению вытягивания, а при волочении железной проволоки — параллельно направлению тянущей силы устанавливается диагональ грани куба [101].

### Текстуры рекристаллизации (отжига)
Текстуры рекристаллизации наблюдаются в меди, железе, алюминии и других металлах.
Возможно три различных случая при рекристаллизации:
- Устранение текстуры. Образуются беспорядочно ориентированные зерна
- Текстура рекристаллизации не совпадает с текстурой деформации
- Текстура рекристаллизации совпадает с текстурой деформации и в некоторых случаях может усилиться.[4]

Текстура рекристаллизации сильно зависит от текстуры деформации, чистоты металла и характера отжига.

## Методы исследования
Как правило, текстуру кристаллического материала исследуют с помощью нейтронографического, рентгеноструктурного анализа и микроскопии (как оптической, так и электронной).
При рентгеноструктурном анализе объектом исследования является макротекстура, поскольку исследуется площадь с размером порядка квадратного сантиметра. Микротекстуру же можно исследовать методом дифракции отражённых электронов, с помощью которой можно получить не только полюсные фигуры, но и информацию о формах, размерах и положении зёрен, об их разориентации.